# 1786

## Събития
- Изкачването на връх Монблан от Жак Балма и Мишел Пакар.

## Родени
- Георги Мамарчев, български революционер
- 16 февруари – Мария Павловна, Велика херцогиня на Сакс-Ваймар-Айзенах
- 24 февруари – Вилхелм Грим, немски писател
- 26 февруари – Франсоа Араго, френски физик и политик
- 20 юни – Марселин Деборд-Валмор, френска поетеса
- 17 август – Виктория фон Сакс-Кобург-Заалфелд, херцогиня на Кент
- 31 август – Мишел Йожен Шеврьол, френски химик

## Починали
- Мориц Беновски, словашки авантюрист
- 21 май – Карл Вилхелм Шееле, шведски химик
- 17 август – Фридрих II, крал на Прусия